# Waldbrand auf Madeira 2016

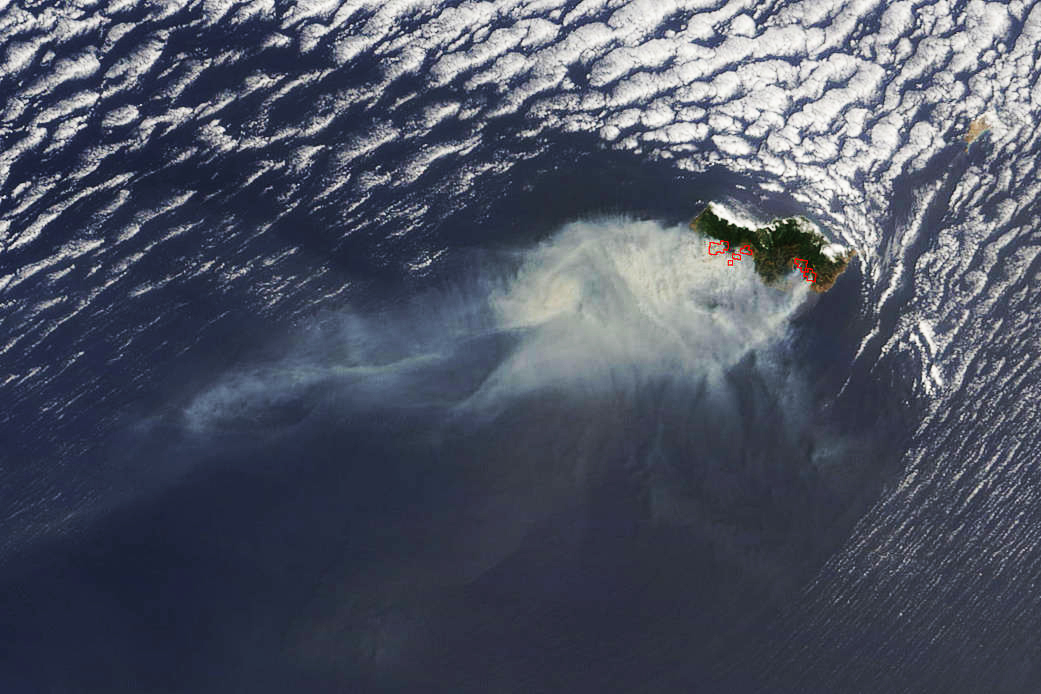
Madeira am 10. August 2016, 12:55 Uhr Ortszeit

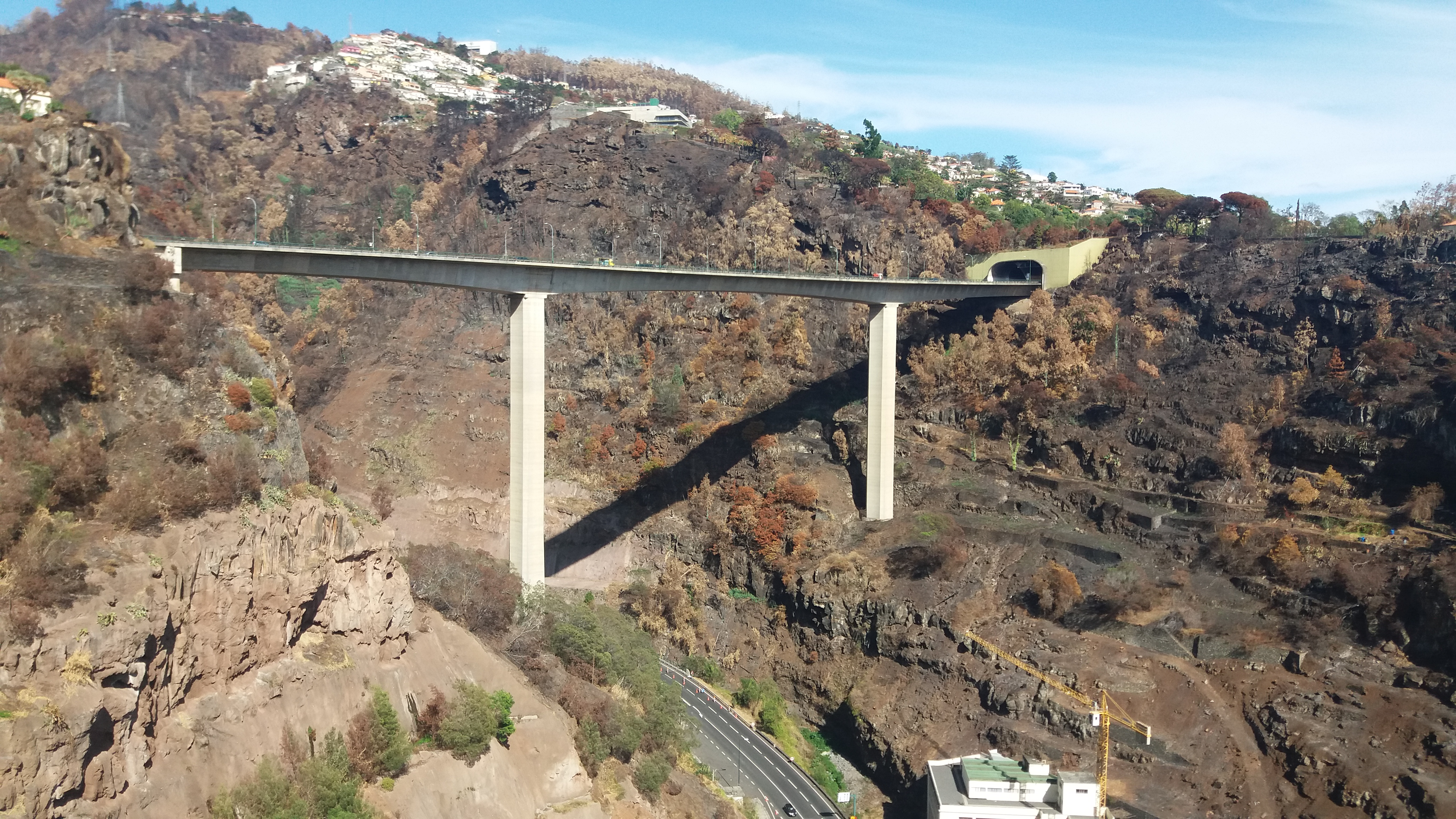
Vale da Ribeira de João Gomes im Oktober 2016

Der Waldbrand auf Madeira 2016 begann am 8. August 2016 und entstand in der Gemeinde São Roque (Funchal). Die Fläche des Brandes betrug nach Angaben des europäischen Waldbrandinformationssystems EFFIS 3000 Hektar. Insgesamt 4300 Feuerwehrleute bekämpften die Flammen. Auch Dutzende Hubschrauber und Löschflugzeuge waren im Einsatz.
Am Abend des 10. August 2016 wurden vier Todesopfer bekannt. Der Fernsehsender TVI 24 berichtete am selben Tag jedoch von drei Toten.
Von Seiten der örtlichen Justiz wird von Brandstiftung ausgegangen; Es wurden zwei Personen in diesem Zusammenhang festgenommen.
Am 9. August 2016 brannte es an 700 Stellen in Portugal, auch auf dem Festland.